# Anisodes lechriostropha
Anisodes lechriostropha là một loài bướm đêm trong họ Geometridae.